# Ergänzungsjagdgeschwader 1
Das Ergänzungsjagdgeschwader 1 war ein Verband der Luftwaffe der Wehrmacht im Zweiten Weltkrieg. Als Ergänzungsjagdgeschwader, ausgestattet mit Jagdflugzeugen vom Typ Messerschmitt Bf 109G und Focke-Wulf Fw 190A/F/G, diente es frisch ausgebildeten oder rekonvaleszenten Jagdfliegern zur Gewöhnung an die Frontbedingungen, bevor diese in reguläre Jagdgeschwader versetzt wurden. Es wurde am 8. Mai 1945, nach der bedingungslosen Kapitulation der Wehrmacht, aufgelöst.

## Geschichte
Der Geschwaderstab bildete sich am 1. Dezember 1944 aus der Dienststelle des Kommodore der Ergänzungsjagdgruppe in Liegnitz. (Lage) Die I. Gruppe entstand am 4. November 1944 in Sagan-Küpper (Lage) aus der Jagdgruppe Nord, während die II. Gruppe bereits am 2. November 1944 in Strausberg (Lage) aus der Jagdgruppe Süd aufgestellt wurde. Kurz darauf entstand am 4. November aus der Jagdgruppe Ost in Liegnitz die III. Gruppe, während die IV. Gruppe sich zwei Tage zuvor in Märkisch-Friedland (Lage) aus der Jagdgruppe West formiert hatte.
Das Geschwader flog mit Jagdflugzeugen des Typs Messerschmitt Bf 109 in der Ausführung G, sowie mit der Focke-Wulf Fw 190 in den Ausführungen A, F und G und war Anfang März 1945 der Luftflotte 10 unterstellt.
Der Geschwaderstab, die I. und die III. Gruppe wurden, nach der bedingungslosen Kapitulation der Wehrmacht, am 8. Mai 1945 aufgelöst. Zuvor war schon die II. Gruppe am 23. April und die IV. Gruppe am 17. April 1945 aufgelöst worden.

## Kommandeure

### Geschwaderkommodore
| Dienstgrad | Name         | Zeit                             |
| ---------- | ------------ | -------------------------------- |
| Major      | Viktor Bauer | 1. Dezember 1944 bis 8. Mai 1945 |

### Gruppenkommandeure
I. Gruppe
- Hauptmann Maximilian Mayerl, 2. November 1944 bis 5. Mai 1945[13]

II. Gruppe
- Major Erhard Braune, 2. November 1944 bis 13. Januar 1945[14]
- Hauptmann Gerhard Koall, 16. Januar 1945 bis 23. April 1945[15]
- Hauptmann Gustav Frielinghaus, 24. April 1945 bis 8. Mai 1945[16]

III. Gruppe
- Major Emil Rudolf Schnoor, 10. November 1944 bis 19. Februar 1945[17]
- Hauptmann Georg Seckel, 20. Februar 1945 bis 8. Mai 1945[18]

IV. Gruppe
- Major Herbert Wehnelt, 5. November 1944 bis 31. Dezember 1944[19]
- Major Wilhelm Moritz, 1. Januar 1945 bis 17. April 1945[20]

## Bekannte Geschwaderangehörige
- Herbert Wehnelt (1918–2007), war von 1971 bis 1974, als Generalleutnant der Luftwaffe der Bundeswehr, Kommandierender General des Luftflottenkommandos